# Selatosomus nigricornis
Selatosomus nigricornis är en skalbaggsart som först beskrevs av Georg Wolfgang Franz Panzer 1799.  Selatosomus nigricornis ingår i släktet Selatosomus, och familjen knäppare. Enligt den finländska rödlistan är arten nära hotad i Finland. Arten är reproducerande i Sverige. Artens livsmiljö är lundskogar.